# 李泰男
李 泰男（李 泰南、リ・テナム、朝鮮語: 리태남、1938年3月26日 - 没年不明）は、朝鮮民主主義人民共和国の政治家。内閣副総理、朝鮮労働党中央委員会政治局委員候補、平安南道党委員会責任書記などを歴任した。

## 経歴
1938年に日本統治下の平安北道塩州郡で生まれた。平壌機械大学卒業。1982年に南浦市にある降仙製鋼所の党責任書記に任命された。1986年に千里馬製鋼連合企業所に改称された際に留任し、1987年に製鋼所の所在地である南浦特別市千里馬区域党責任書記兼人民委員会委員長に任命された。1990年に最高人民会議第9期代議員に選出され、1992年4月に金日成勲章を受賞した。同年9月に南浦市行政経済委員会委員長に任命され、1995年まで務めた。1996年に咸鏡南道党委員会責任書記兼人民委員会委員長に任命され、2003年まで務めた。1998年9月に最高人民会議予算委員会委員に選出された。2003年に平安南道党委員会責任書記に任命され、2009年には勝利自動車連合企業所党責任書記も務めた。2010年6月7日に開催された最高人民会議第12期第3回会議で、内閣副総理に任命され、同年9月28日に開催された朝鮮労働党第3回党代表者会で、朝鮮労働党中央委員会政治局員候補に選任された。2011年4月7日に開催された最高人民会議第12期第4回会議で、「身辺関係」を理由に内閣副総理を解任された。この背景には、金正日総書記の後継者となる金正恩の組織固めのためとされる。
2014年9月に朝鮮中央通信によって、愛国烈士陵に李泰男が埋葬されたと報じられた。没年月日は不明。

## 参考サイト
북한정보포털
| 先代玄哲圭 | 咸鏡南道党委員会責任書記1996年 - 2003年 | 次代洪成南 |

| 先代李吉松 | 平安南道党委員会責任書記2003年 - 2010年 | 次代洪仁範 |